# 54-я стрелковая бригада
54-я стрелковая бригада — воинское формирование РККА в Великой Отечественной войне.

## История
Бригада формировалась осенью 1941 года в Саратовской области и северных районах Казахстана.
В действующей армии с 09.12.1941 по 10.05.1944 года.
05.12.1941 года была погружена в эшелоны на станции Озинки, доставлена к 09.12.1941 года в Химки, а затем железной дорогой переброшена в район Осташкова. К началу Торопецко-Холмской операции на 09.01.1942 находилась в третьем эшелоне армии. Введена в бой уже непосредственно за Холм, весь 1942 год держала оборону в районе Холма.
В декабре 1942 — январе 1943 года принимает участие в Великолукской наступательной операции, затем ведёт бои под Локней. Летом 1943 года находится у Холма.
С 13.01.1944 года ведёт бои на подступах к станции Насва, на фронте Ягодкина — Федорухново, затем за Новосокольники, продвигалась в направлении Прибалтики.
10.05.1944 обращена на формирование 325-й стрелковой дивизии.

## Подчинение
| Дата            | Фронт (округ)             | Армия             | Корпус                 | Примечания |
| --------------- | ------------------------- | ----------------- | ---------------------- | ---------- |
| 01.11.1941 года | Приволжский военный округ | -                 | -                      | -          |
| 01.12.1941 года | Приволжский военный округ | -                 | -                      | -          |
| 01.01.1942 года | Северо-Западный фронт     | 3-я ударная армия | -                      | -          |
| 01.02.1942 года | Калининский фронт         | 3-я ударная армия | -                      | -          |
| 01.03.1942 года | Калининский фронт         | 3-я ударная армия | -                      | -          |
| 01.04.1942 года | Калининский фронт         | 3-я ударная армия | -                      | -          |
| 01.05.1942 года | Калининский фронт         | 3-я ударная армия | -                      | -          |
| 01.06.1942 года | Калининский фронт         | 3-я ударная армия | -                      | -          |
| 01.07.1942 года | Калининский фронт         | 3-я ударная армия | -                      | -          |
| 01.08.1942 года | Калининский фронт         | 3-я ударная армия | -                      | -          |
| 01.09.1942 года | Калининский фронт         | 3-я ударная армия | -                      | -          |
| 01.10.1942 года | Калининский фронт         | 3-я ударная армия | -                      | -          |
| 01.11.1942 года | Калининский фронт         | 3-я ударная армия | -                      | -          |
| 01.12.1942 года | Калининский фронт         | 3-я ударная армия | -                      | -          |
| 01.01.1943 года | Калининский фронт         | 3-я ударная армия | -                      | -          |
| 01.02.1943 года | Калининский фронт         | 3-я ударная армия | -                      | -          |
| 01.03.1943 года | Калининский фронт         | -                 | 6-й стрелковый корпус  | -          |
| 01.04.1943 года | Калининский фронт         | 22-я армия        | 6-й стрелковый корпус  | -          |
| 01.05.1943 года | Северо-Западный фронт     | 22-я армия        | -                      | -          |
| 01.06.1943 года | Северо-Западный фронт     | 22-я армия        | -                      | -          |
| 01.07.1943 года | Северо-Западный фронт     | 22-я армия        | -                      | -          |
| 01.08.1943 года | Северо-Западный фронт     | 22-я армия        | -                      | -          |
| 01.09.1943 года | Северо-Западный фронт     | 22-я армия        | -                      | -          |
| 01.10.1943 года | Северо-Западный фронт     | 22-я армия        | 44-й стрелковый корпус | -          |
| 01.11.1943 года | 2-й Прибалтийский фронт   | 22-я армия        | 44-й стрелковый корпус | -          |
| 01.12.1943 года | 2-й Прибалтийский фронт   | 22-я армия        | 44-й стрелковый корпус | -          |
| 01.01.1944 года | 2-й Прибалтийский фронт   | 22-я армия        | 44-й стрелковый корпус | -          |
| 01.02.1944 года | 2-й Прибалтийский фронт   | 22-я армия        | 97-й стрелковый корпус | -          |
| 01.03.1944 года | 2-й Прибалтийский фронт   | 22-я армия        | 97-й стрелковый корпус | -          |
| 01.04.1944 года | 2-й Прибалтийский фронт   | 22-я армия        | -                      | -          |
| 01.05.1944 года | 2-й Прибалтийский фронт   | 22-я армия        | -                      | -          |

## Состав
Численность по штату — 4,5 тысячи человек, 8 76-мм пушек ЗИС-22-УСВ, 4 76-мм полковые пушки, 12 57-мм противотанковых пушек ЗИС-2, 8 120-мм миномётов, 24 82-мм миномёта, 24 50-мм миномёта, 48 противотанковых ружей. Около 30% стрелкового оружия — СВТ. 
- 1-й отдельный стрелковый батальон
- 2-й отдельный стрелковый батальон
- 3-й отдельный стрелковый батальон
- 4-й отдельный стрелковый батальон
- подполковник,1612-я полевая почтовая станция

## Командиры
- Черников, Сергей Васильевич, полковник. Пребывал в должности с 14.05.1942
- Чернов, Григорий Иванович, подполковник. Пребывал в должности с 19.05.1942 по 02.10.1942
- Уральский, Николай Матвеевич,подполковник, полковник. Пребывал в должности с 02.10.1942 по 30.09.1943
- Сухоребров, Никита Захарович, полковник. Пребывал в должности с 30.09.1943 по 14.05.1944

## Отличившиеся воины бригады
| Награда | Ф. И. О.                          | Должность                                     | Звание   | Дата награждения | Примечания |
| ------- | --------------------------------- | --------------------------------------------- | -------- | ---------------- | ---------- |
|         | Молдагулова, Алия Нурмухамбетовна | снайпер 4-го отдельного стрелкового батальона | ефрейтор | 1944             | посмертно  |